# Sabine Bohlmann
Sabine Bohlmann (Monaco di Baviera, 5 marzo 1969) è una doppiatrice, direttrice del doppiaggio e attrice tedesca.

## Biografia
È sposata dal 1993. È madre di due figli tra cui l'attrice e doppiatrice Paulina Rümmelein.

## Filmografia

### Serie televisive
- Marienhof - serie TV (1992-2011)

## Doppiaggio

### Film
- Danielle Harris in Halloween 5 - La vendetta di Michael Myers
- Angela Goethals in Mamma, ho perso l'aereo, Mamma, ho riperso l'aereo: mi sono smarrito a New York
- Shirley Henderson in Harry Potter e la camera dei segreti, Harry Potter e il calice di fuoco

### Film d'animazione
- Lisa Simpson e Maggie Simpson in I Simpson - Il film
- Sailor Moon in Pretty Guardian Sailor Moon Eternal - Il film

### Serie televisive d'animazione
- Lisa Simpson e Maggie Simpson in I Simpson
- Usagi Tsukino/Sailor Moon in Sailor Moon, Pretty Guardian Sailor Moon Crystal
- Amelia in Slayers
- Pikachu in Pokémon[1]
- Principessa Peach in Super Mario
- Lin-Lin and Lan-Lan in Ranma ½
- Daichi Sumeragi, Keiko Onodera e Mrs. Saien in Beyblade
- Haley Long in American Dragon: Jake Long
- Cream the Rabbit in Sonic X
- Kenny McCormick, Ike Brofvloski, Heidi Turner in South Park
- Baby Joe in Miss Moon
- Millie in Shaman King
- Rosie in Caillou
- Ling-Ling in Drawn Together
- Isabella in Phineas e Ferb
- Rika, Aisa e Camie in One Piece

### Videogiochi
- Tina bambina in Borderlands 2, Borderlands 3